# Pyrrosia stenophylla
Pyrrosia stenophylla är en stensöteväxtart som först beskrevs av Richard Henry Beddome och som fick sitt nu gällande namn av Ren-Chang Ching.
Pyrrosia stenophylla ingår i släktet Pyrrosia och familjen Polypodiaceae. Inga underarter finns listade i Catalogue of Life.